# Itala Fulvia Villa
Itala Fulvia Villa (1913-1991) là một kiến trúc sư người Argentina có sở trường chính là quy hoạch thành phố. Bà là một phần không thể thiếu trong việc tạo ra và thiết kế mô hình đô thị cho thành phố Buenos Aires. Là một phần của quá trình đô thị hóa, bà đã thiết kế và xây dựng một kế hoạch cho khu phố được gọi là Bajo Flores, nơi Giáo hoàng Francis lớn lên, nơi bà đã nhận được giải nhất trong Triển lãm Kiến trúc Quốc gia lần thứ 6 năm 1945. Năm 1979, bà là một đại diện của Liên đoàn Phụ nữ Đại học Argentina.

## Tiểu sử
Itala Fulvia Villa sinh năm 1913. Bà lấy bằng từ Trường Kiến trúc của Đại học Buenos Aires năm 1935. Năm 1938, bà đã tham gia vào việc thành lập công ty Grupo Austral kết hợp với Antonio Bonet, Jorge Ferrari Hardoy, Juan Kurchan, Juan A. Lepera, Abel López Chas, Luis Olezza, Samuel Sánchez de Bustamante, Simón Ungar, Alejandro Vera Barros, và Hilario Zalba. Nhóm kiến trúc sư này được đặc biệt lưu ý khi đưa phong trào hiện đại đến Argentina. Họ là nhóm đầu tiên nhận ra rằng phong trào đô thị phải nhìn tổng thể vào nhu cầu của thành phố và văn hóa của nó, thay vì xây dựng ngẫu nhiên các cấu trúc riêng lẻ. Họ ủng hộ không gian xanh, công viên và đường phố được thiết kế để đáp ứng nhu cầu tăng trưởng và cố gắng đưa phân tích khoa học vào quy hoạch thành phố. Mặc dù họ xem phát triển văn hóa là một thành phần quan trọng của bản sắc kiến trúc, họ không tin vào việc bảo tồn các cấu trúc lịch sử vì lợi ích của lịch sử mà là liệu phân tích có chứng minh được cấu trúc có khả năng thích ứng với sự phát triển và chức năng xã hội trong tương lai hay không.
Năm 1939, bà hợp tác trong hoạt động xây dựng trên đường phố Arcos ở Núñez barrio với Violet Lorraine Pushkin. Họ đã xây dựng một đơn vị cho thuê bốn plex, đó là một căn hộ hai tầng được thiết kế theo tiêu chuẩn hiện đại của gạch và đá với những bức bích họa ở tầng thấp hơn. Cùng năm đó, Villa đã gửi những bức ảnh và sơ đồ cho Jorge Ferrari Hardoy, người đang ở Paris gặp Le Corbusier, tạo ra kế hoạch đô thị đầu tiên cho Buenos Aires. Những đóng góp của bà đã được ghi nhận trong phần bổ sung của Nuestra Arquitectura xuất bản năm 1939. Các bức ảnh, những bức ảnh chụp từ trên không, đã tạo ra một photomontage 9 feet x 9 feet của toàn bộ vùng Buenos Aires.